# Mesón de la Fruta
Mesón de la Fruta fue el nombre que se dio al corral de comedias de Toledo, abierto en 1576; en la actualidad ocupa su lugar el Teatro de Rojas.

## Historia
El llamado "Mesón de la Fruta" estuvo en la Plaza Mayor de Toledo y se le llamó así desde el siglo XV porque se ejecutaban en su patio las contratas de la fruta cuando no había representación teatral. En él estrenó Tirso de Molina muchas de sus comedias de enredo, como, por ejemplo, Don Gil de las calzas verdes en el mes de julio de 1615, y también, probablemente en ese mismo año, Marta la piadosa. Algo después estrenarían allí también muchas de sus obras los ingenios toledanos Francisco de Rojas Zorrilla y Blas Fernández de Mesa. En este corral trabajó como actriz Micaela de Luján, una de las amantes de Lope de Vega y madre de cinco de sus hijos, a la que llamó poéticamente "Camila Lucinda".
El corral se abrió en 1576 a instancias del corregidor y ayuntamiento de la ciudad, y quedando su administración a cargo de las cofradías que adjudicaban cada temporada el edificio a un arrendatario que debía dar "dos ducados cada semana para hospitales y obras pías".
Ya en 1604 el corral de comedias se encontraba muy deteriorado por veintiocho años de uso y se apercibió la necesidad de su reforma. En marzo se planteó el Ayuntamiento la posibilidad de restaurarlo o construirlo de nueva planta; se optó por esto último. Pero el teatro se incendió en 1630 y tuvo que reconstruirse en 1633 con el nombre de "Casa de Comedias".
Los planos o trazas del nuevo edificio se encargaron al hijo del Greco, el arquitecto Jorge Manuel Theotocópuli, y las condiciones fueron redactadas por Jusepe Pérez y Diego Castellanos. El Ayuntamiento pidió el visto bueno del Maestro Mayor de los Alcázares, Juan Bautista Monegro, y este confirmó la necesidad de demoler el antiguo y hacer uno nuevo, en lo que se acompañó del juicio de los alarifes Pedro de los Ríos, Francisco Cuevas, Mateo Sánchez, Alonso de Carvajal, García de León, Juan Orduña y Francisco Tofiños, quienes realizaron algunas correcciones al proyecto. Según Juan Bautista Monegro, la idea de Jorge Manuel era muy semejante al de la Casa de Comedias de Madrid: un patio rodeado de doce columnas de piedra con sus lunetos, balcones, ventanas, gradas, tertulia y faltriqueras y un balcón para las autoridades (diputados y dependientes de oficinas o covachuelistas), que podían asistir gratuitamente. El Corregidor tenía el privilegio de asistir con quien quisiese y podía entrar y salir del patio y demás dependencias. La temporada de comedias empezaba el día 15 de noviembre y duraba hasta el martes de Carnestolendas del año siguiente. El arrendatario tenía que pagar al Ayuntamiento setecientos reales de vellón. Las funciones daban comienzo en invierno de tres y media a cuatro de la tarde y en verano de cuatro y media a cinco.
El precio de entrada al patio era de siete cuartos en las comedias de capa y espada; cinco de ellos eran para los cómicos y dos para el arrendador, pudiendo elevar el precio hasta los once si era comedia con mutaciones o mucha tramoya. Aparte del precio de entrada se cobraban los asientos, ventanas y balcones. Si la función era de volatines, la entrada era de seis cuartos, con una rebaja de la quinta parte en las ventanas, balcones, tertulia y asientos.
En 1706 la compañía de Agustín Pérez representó comedias de capa y espada, comedias históricas y de santos y autos sacramentales, entre los que se encontraban títulos como El Duelo contra su Dama, Doña Inés de Castro, Ver y Creer, Santa Isabel, Mártires de Madrid, No hay contra beldad cautelas, El Bruto de Babilonia, Luis Pérez el Gallego, La dama duende, Auto del Pleito Matrimonial y Divorcio del Alma, por citar algunos de los más importantes.
No faltaron competidores a la Casa de las Comedias y a veces se hicieron representaciones particulares y de aficionados en las casas públicas, pero el rey Felipe II dictó una pragmática prohibiendo esta clase de espectáculos fuera de las casas de comedias. A finales del siglo XVII el nombre de "Casa de Comedias" fue sustituido por el de "Coliseo de comedias" (como todavía recuerda una de las calles contiguas, así llamada). 
En el siglo XIX las malas condiciones de habitabilidad del edificio llamaron la atención de las autoridades y, siendo alcalde el erudito e historiador Sixto Ramón Parro, se empezaron a hacer las primeras gestiones para demoler el Coliseo y acometer la obra definitiva del Teatro Rojas. Hizo el proyecto Ramiro Amador de los Ríos en 1871 sobre el antiguo emplazamiento del corral de comedias junto al Mesón de la Fruta. Fue arquitecto director Isidoro Vargas y de la maquinaria y escenario se encargó a Egidio Pucholi. El bello telón fue premiado por un jurado calificador bajo el lema Toledo y los orígenes del Teatro, obra de los escenógrafos Giorgio Busato, Bernardo Bonardi y Pedro Valls. El escudo de la fachada lo hizo Juan Espantaleón; las decoraciones y mobiliario Ludeña. Se inauguró el 19 de octubre de 1878, con el nombre de Teatro Rojas en honor al dramaturgo toledano Francisco de Rojas Zorrilla, poniendo en escena su obra Del rey abajo ninguno, el labrador más Honrado o García del Castañar; hizo la presentación de la obra Alejandro Pidal y Mon.

## Algunas comedias estrenadas en el Corral
- 1599. El alcaide de Madrid, de Lope de Vega.
- 1614. La humildad y la soberbia, de Lope de Vega.
- 1615. Hacer bien sin ver a quién, anónima.
- 1615. De cuando acá nos vino, de Lope de Vega.
- 1615. El hijo del diablo, anónima.
- 1615. Todo es fácil a quien ama, de Lope de Vega.
- 1615. Don Pedro Miago, de Francisco de Rojas Zorrilla.
- 1615. La montañesa de Asturias, de Luis Vélez de Guevara.
- 1615. El gozo en el pozo, anónima.
- 1615. Don Gil de las calzas verdes, de Tirso de Molina
- 1641. Abrir el ojo, de Francisco de Rojas Zorrilla
- 1641. La fiesta del Retiro, anónima.
- 1641. El héroe de Portugal, de Villegas.
- 1650. El niño de Santa Bárbara, anónima.
- 1651. Sufrir más por querer más de Jerónimo Villaizán.[3]